# بيل بنسون (لاعب دوري الرغبي)
بيل بنسون (بالإنجليزية: Bill Benson)‏ هو لاعب دوري الرغبي أسترالي، ولد في 1893 في سيدني في أستراليا، وتوفي بنفس المكان في 1968.